# ويليام ويلكينز غلين
ويليام ويلكينز غلين (بالإنجليزية: William Wilkins Glenn)‏ هو محرر أمريكي، ولد في 20 يوليو 1824، وتوفي في 24 يونيو 1876.